# Moravskoslezský Kočov
Moravskoslezský Kočov (in tedesco Mährisch und Schlesisch Kotzendorf) è un comune della Repubblica Ceca facente parte del distretto di Bruntál, nella regione della Moravia-Slesia.